# 구 영릉 석물 - 고석
고석(鼓石)은 서울특별시 동대문구, 세종대왕기념관 경내에 있는 조선시대의 석물이다. 2002년 3월 15일 서울특별시의 유형문화재 제42-7호로 지정되었다.

## 개요
鼓石은 魂遊石을 받치는 石物이다. 왕릉 가운데는 鼓石을 5基 사용하는 것이 많으나 舊英陵에서는 4모서리에 4基만을 사용했고, 현재 1基만 남아 있다. 중간이 불룩하게 만들어진 鼓石은 4면에 鬼面이 양각되어 있고 그 상하 양끝에는 聯珠紋이 조각되어 있다.

## 같이 보기
- 구 영릉 석물

## 참고 자료
- 구 영릉 석물 - 고석 - 국가유산청 국가유산포털